# Charminar
Charminar er en moské i byen Hyderabad i Indien. De fire karakteristiske minareter har givet moskeen dens navn på urdu, på dansk betyder navnet «fire tårne». Minareterne står i hvert hjørne af fire porte. Charminar blev rejst i 1591 i Golconda-sultanatets tid.
Moskeen er kvadratisk med sider, som måler 31,95 meter. Hver side har en åben bue på 11 meter, og i hvert hjørne rejser der sig en minaret til 56 meters højde.